# Vînohradivka, Berezivka
Vînohradivka (în ucraineană Виноградівка) este un sat în comuna Șîreaieve din raionul Berezivka, regiunea Odesa, Ucraina.

## Demografie
Componența lingvistică a localității Vînohradivka
     Ucraineană (92,68%)
     Română (4,07%)
     Rusă (3,25%)
Conform recensământului din 2001, majoritatea populației localității Vînohradivka era vorbitoare de ucraineană (92,68%), existând în minoritate și vorbitori de română (4,07%) și rusă (3,25%).